# Karmolino-Guidroïtski
Karmolino-Guidroïtski - Кармолино-Гидроицкий (rus) - és un khútor de la República d'Adiguèsia, a Rússia. Es troba a 39 km al sud de Koixekhabl i a 46 km a l'est de Maikop, la capital de la república.
Pertany al municipi de Vólnoie.